# The Psychedelic Experience
The Psychedelic Experience: A Manual Based on The Tibetan Book of the Dead, comumente referido apenas como The Psychedelic Experience, é uma obra de 1964 escrita por Timothy Leary, Ralph Metzner e Richard Alpert. Todos os três autores participaram de pesquisas que investigavam o potencial terapêutico de drogas psicodélicas, como LSD, psilocibina e mescalina, além da capacidade dessas substâncias de às vezes induzir estados religiosos e místicos de consciência.
Este livro discute os vários estágios da perda do ego que ocorrem com alucinógenos e fornece instruções detalhadas sobre como perceber e se comportar nesses diferentes estágios. A "viagem" interna psicodélica é, assim, comparada a uma experiência metafórica de morte-renascimento, com o texto como guia. Idealizado desde 1962, como parte do projeto Zihuatanejo, foi dedicado ao escritor Aldous Huxley, um dos primeiros defensores dos psicodélicos, e inclui uma breve citação introdutória de The Doors of Perception.
Trechos de The Psychedelic Experience foram recuperados na canção "Tomorrow Never Knows", da banda The Beatles.